# Remigio Ceroni
Remigio Ceroni (Monterubbiano, 21 aprile 1955) è un politico italiano ex esponente di Forza Italia e del Popolo della Libertà.

## Biografia
Iscritto dal 1972 alla Democrazia Cristiana, viene eletto consigliere comunale a Rapagnano nel 1985 e nominato assessore nel 1988. Nel 1990 diventa sindaco di Rapagnano riconfermato anche nel 1995 e nel 1999, si dimette nel 2000 per l'incompatibilità con l'elezione nella lista di Forza Italia alla carica di consigliere regionale.
Dal 1990 al 1995 è presidente dell'ente consorziale per i servizi idrici "Tennacola".
Viene incaricato nel 2003 da Silvio Berlusconi nel ruolo di coordinatore regionale di Forza Italia per le Marche. Nel 2005 viene rieletto consigliere regionale di Forza Italia e nel 2006 lascia l'incarico perché eletto deputato alla Camera nel collegio XIV (Marche).
Nel 2006 in quanto compatibile con la carica di deputato si ricandida come sindaco di Rapagnano e viene eletto. Nel 2008 si riconferma deputato alla camera nel collegio delle Marche nelle liste del Popolo della Libertà ed entra nel direttivo del gruppo parlamentare come consigliere.
Dopo il congresso nazionale del Popolo della Libertà, nel marzo del 2009, ha ricevuto l'incarico di guidare il partito come coordinatore per le Marche.
Il 15 e 16 maggio del 2011 viene riconfermato per la quinta volta sindaco di Rapagnano.
A settembre 2011 è relatore del ddl Anti-crisi 2011 contenente la Manovra Bis resasi necessaria dopo il crollo delle Borse di agosto e l'innalzamento dello spread.
Alle elezioni politiche del 2013 è eletto senatore.
Il 16 novembre 2013, con la sospensione delle attività del Popolo della Libertà, aderisce a Forza Italia.
Il 5 giugno 2016 viene riconfermato per la sesta volta sindaco di Rapagnano (FM).
Non essendo più candidabile per raggiunti limiti di mandato, il 4 ottobre 2021 gli succede la figlia Elisabetta nella carica di sindaco di Rapagnano (FM). Viene comunque eletto consigliere comunale.
Il 27 gennaio 2018 si dimette dalla carica di coordinatore regionale di Forza Italia delle Marche in seguito alla mancata ricandidatura alle elezioni politiche del 4 marzo 2018.

## Attività parlamentare
Secondo il sito OpenParlamento, che supervisiona le attività di deputati e senatori, al 27 maggio 2011 Remigio Ceroni è il deputato con il tasso di assenteismo più basso, pari allo 0,14%. L'onorevole Ceroni è mancato in aula per 13 sedute su un totale di 9105. Nonostante le numerose presenze, l'onorevole Ceroni presenta un indice di produttività relativamente basso, pari cioè a 163,27, occupando il 204º posto su 630 deputati.